# RC3H1
RC3H1‏ (Ring finger and CCCH-type domains 1) هوَ بروتين يُشَفر بواسطة جين RC3H1 في الإنسان.